# 平戸瀬戸
座標: 北緯33度22分 東経129度34分 / 北緯33.367度 東経129.567度
平戸瀬戸（ひらどせと）は、長崎県平戸市の平戸島の北部と九州本土（旧北松浦郡田平町）を隔てる瀬戸。雷の瀬戸などの異名がある。南北約3.5km、幅は最も狭い所（平戸大橋付近）で約500m。水深は最深部で40m。

## 概要
雷の瀬戸（雷ノ瀬戸）、スペックス・ストレート（初代平戸オランダ商館長ヤックス・スペックスの名にちなむ）の別称がある。
幅が狭く潮流が速い（最大6.5ノット）ことと、九州北側沿岸と西側沿岸の各港を結ぶ最短経路で船舶の通航量が多いことから航行に困難が伴う難所の一つであり、海難事故も幾度か起こっている。
瀬戸の平戸港外に浮かぶ黒子島は亜熱帯性樹林の原始林（タブノキ、ハマビワ、アコウ、ビロウ等が自生）が島全体を覆っており、国の天然記念物に指定されている。

## 歴史

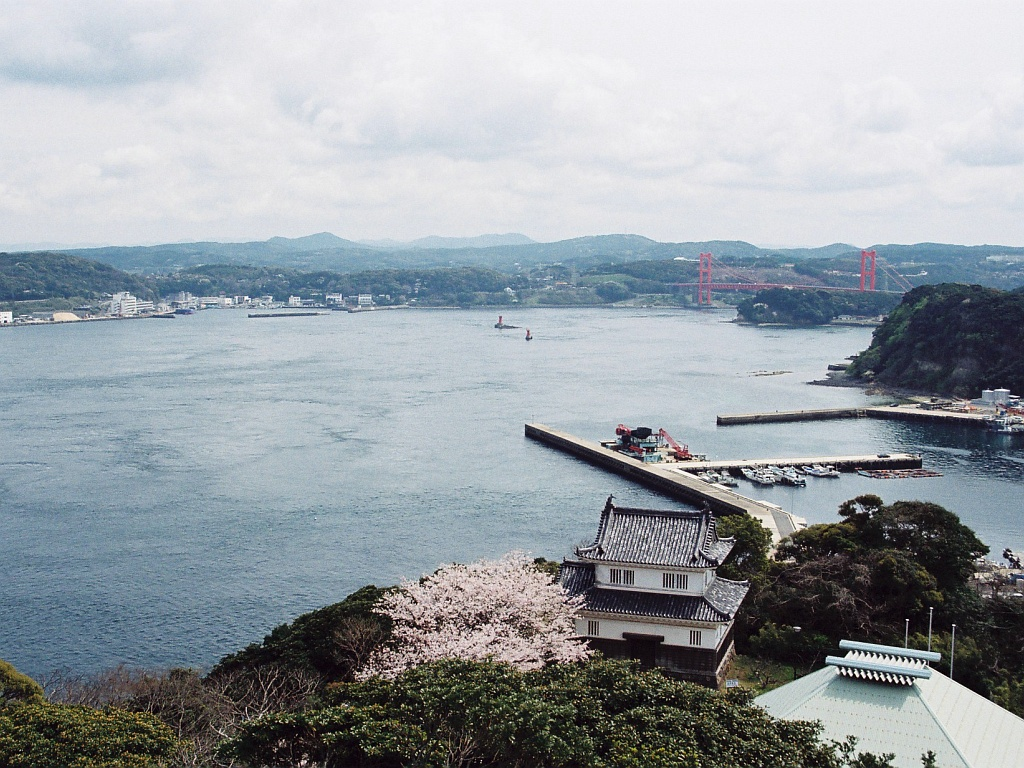
平戸城から見た平戸瀬戸（対岸が北松浦半島）

古くから平戸島～本土航路や九州沿岸を結ぶ航路に利用された。平戸藩藩主松浦氏は参勤交代の際には平戸城下から船で瀬戸を渡って田平町日の浦に上陸し、平戸往還に入るコースを利用していた。この他、江戸時代初めから明治時代までは海峡を通過（回遊）するヒゲクジラ類を対象とした捕鯨も盛んに行われた。

## 航路

平戸瀬戸周辺の空中写真（2013年8月16日撮影の12枚を合成作成）

瀬戸内には平戸往還の海路を担ってきた西の平戸港・東の田平港がある。北端の魚見崎灯台、航路北部を東水道（北進）と西水道（南進）に分ける広瀬（島）の広瀬灯台、南部の平戸大橋橋桁中央の夜間白灯等、多数の航路標識が設置されている。
航路は1947年から1969年にかけて水深7mでの浚渫整備が終わった。
その後、大型化する船舶に対応するため、1990年（平成2年）に開発保全航路に指定され、1999年度（平成11年度）に東航路、2014年（平成26年）2月に西航路の整備が完了した。
- 東航路：水深-10.5m、幅員320m、対象船舶8,000D/W級貨物船[4]。
- 西航路：水深-8.5m、幅員230m、対象船舶3,000D/W級貨物船[4]

## 周辺
- 平戸市街
- 平戸城 - 瀬戸を外堀代わりにして築城されている。
- 平戸大橋
- 田平天主堂